# La Girona (1588)
La Girona — військовий крабель, що брав участь у поході «Непереможної Армади». На воду судно було спущено в Неаполі, що на той час належав Іспанії.
La Girona перебувала у складі ескадри з 4 галеасів під командуванням генерала моря Уго де Монкади (Hugo de Moncada): «San Lorenzo» (50 гармат), «Zúñiga» (50 гармат), «La Girona» (50 гармат), «Napolitana» (50 гармат). Командувачем на судні був капітан Фабрісіо Спінола (Fabricio Spínola). Після зустрічі з англійським флотом біля Ґравеліна (Ла-Манш) галеас, обійшовши Шотландію, зайшов у ірландський порт Кіллібегс графства Донегол. У Кіллібегсі La Girona взяла на борт 800 осіб з розбитих іспанських карак «La Rata Santa Maria Encoronada» (419 моряків, 35 гармат) і «Santa Ana». Вийшла La Girona з порту під командуванням Алонсо Мартінеса де Лейви (Alonso Martínez de Leiva) і з ірландським шкіпером MacSweeney Bannagh, маючи на борту 1300 осіб. Через сильний шторм затонула вночі 28 жовтня 1588 біля місцевості Лакада ірландського узбережжя графства Антрім.
Першим досліджувати галеас спробував сер Джордж Каре. Йому вдалось підняти 3 бронзові гармати, деякі речі. У 1967/68 рр. галеас досліджували бельгійські пірнальники. Підняті коштовності експонуються в Ольстерському музеї (англ. The Ulster Museum) Белфасту. Рештки галеасу захищені законом від 22 квітня 1993 (англ. the Protection of Wrecks Act).

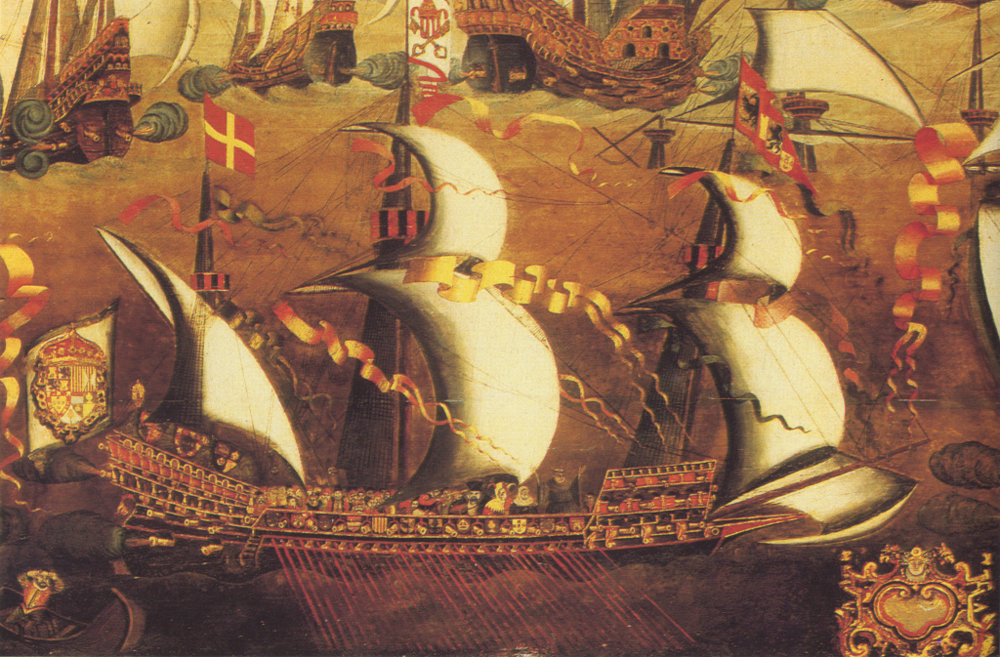
Галеас, можливо, «La Girona»